# Jörgen Olsson
Jörgen Olsson, född 1971, är en svensk tidigare orienterare som tävlade för Pan-Kristianstad. Han tog brons i sprint för herrar vid VM 2001.